# Marcas del terreno

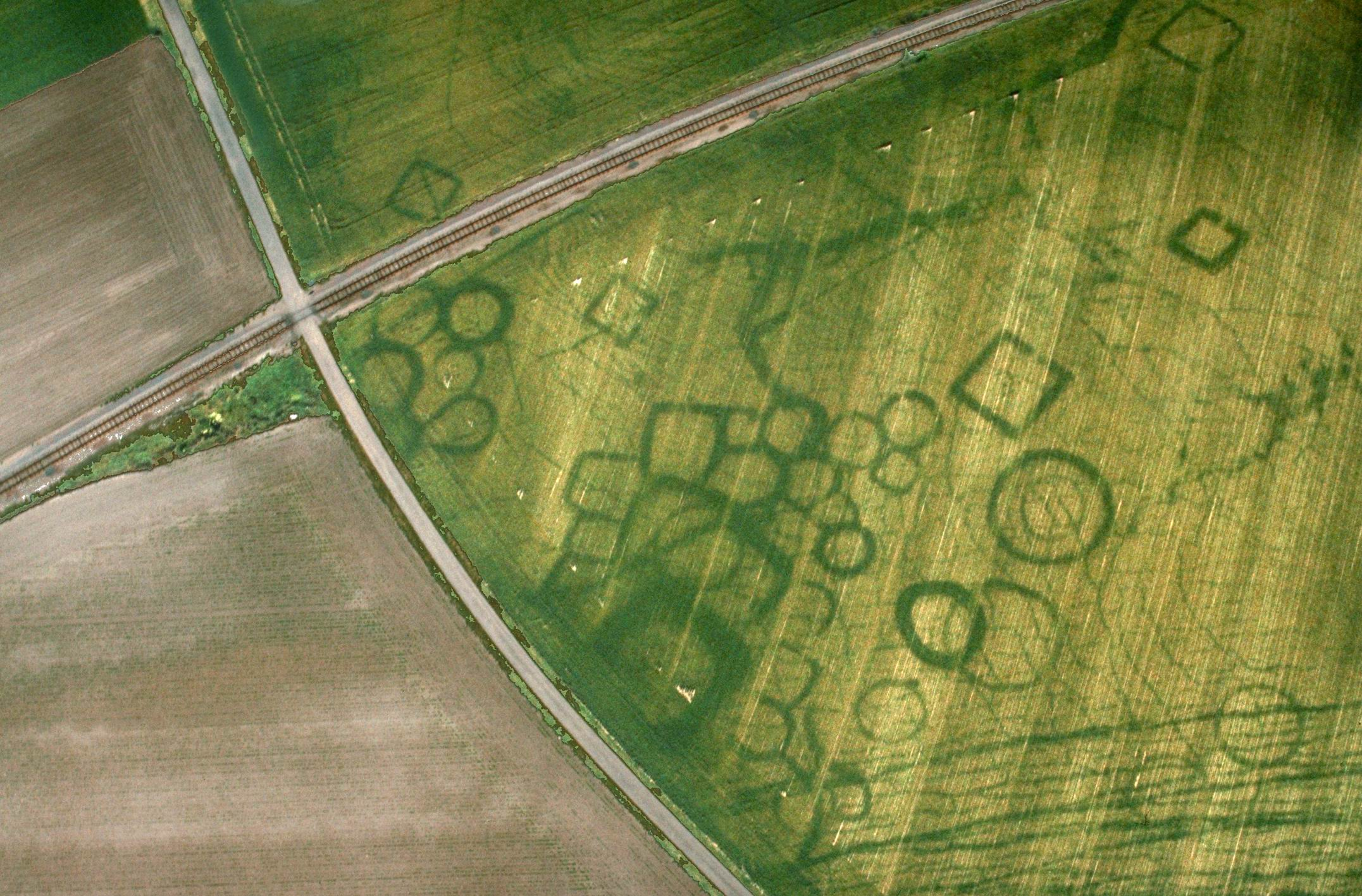
Cropmarks en una zona protohistórica en Grézac, Francia

Las marcas del terreno (en inglés, cropmarks) son marcas en cultivos o grandes extensiones de terreno que vienen a reflejar las características del medio a lo largo de los años o sus usos o funciones arqueológicas, naturales y recientes de las superficies que pueden ser visibles desde el aire o desde terrenos superiores o en plataformas temporales. Paralelamente, las marcas del suelo y las marcas de heladas pueden revelar yacimientos arqueológicos enterrados que no son visibles desde el suelo.

## Descripción

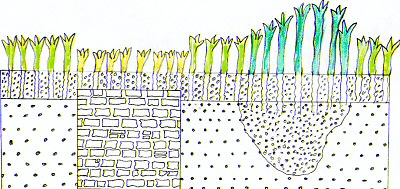
Diagrama esbozado de un "cropmark negativo" sobre una pared y un "cropmark positivo" sobre una zanja

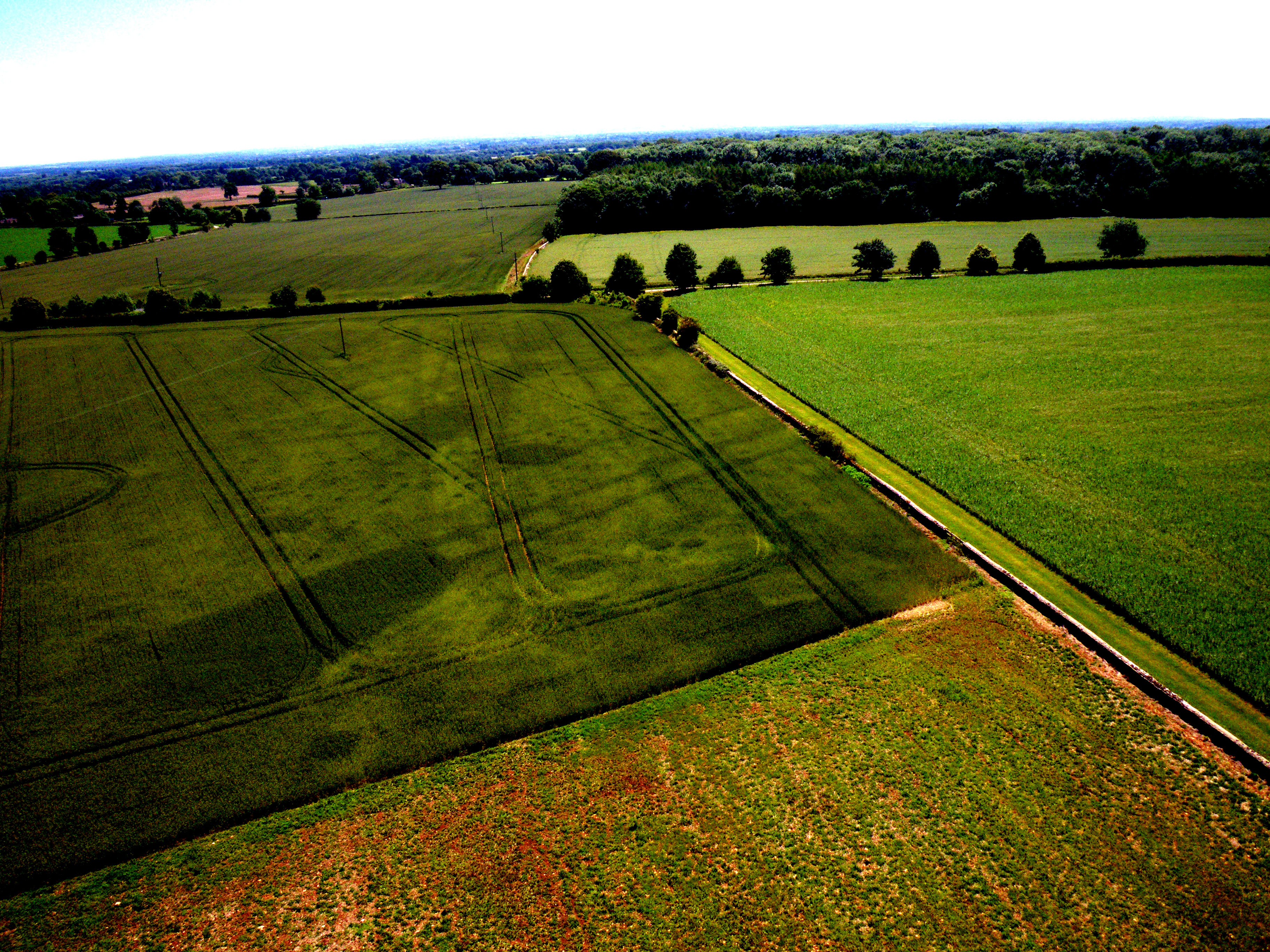
Fotografía aérea de los cropmarks en Nesley, cerca de Tetbury, Gloucestershire. Cereal a la izquierda, judías a la derecha. La intensidad relativa en los cultivos se invirtió cerca de los infrarrojos.

Las marcas de cultivo aparecen a causa del principio de crecimiento diferencial. Uno de los factores que controla el crecimiento de la vegetación es la condición del suelo. Una pared de piedra enterrada, por ejemplo, afectará al crecimiento del cultivo por encima, ya que su presencia afecta al agua de esa área y ocupa el espacio del suelo más fértil. Por el contrario, una zanja enterrada, cuyo relleno contiene más materia orgánica que la tierra natural, proporciona condiciones mucho más propicias y, naturalmente, recogerá agua en abundancia, alimentando las plantas que crecen más arriba. Las diferencias en las condiciones harán que algunas plantas crezcan con más fuerza y, por tanto, más altas, y otras con menos fuerza y, por tanto, más cortas. Algunas especies también reaccionarán mediante la maduración diferencial de sus frutas o su color general.
Los cultivos particularmente eficaces que presentan un crecimiento diferencial incluyen cultivos de cereales, guisantes y patatas. El crecimiento diferencial seguirá naturalmente cualquier característica enterrada más abajo. Aunque las diferencias de crecimiento pueden aparecer pequeñas cerca, a partir del aire el patrón que hacen es más visible, ya que se pueden observar pequeños cambios como marcadas diferencias de tono o color en el contexto de la vegetación circundante que crece normalmente. Cuando el sol está bajo en el horizonte, también pueden hacerse visibles las sombras de los cultivos más altos.
Por su naturaleza, las marcas de cultivo son visibles sólo de forma estacional y puede no ser visible totalmente, excepto en años excepcionalmente húmedos o secos. Las sequías pueden ser especialmente útiles para los cazadores de cultivos, puesto que el crecimiento diferencial puede aparecer en especies normalmente resistentes como la hierba. La sequía del 2010 produjo condiciones especialmente buenas para observar marcas de cultivo en Reino Unido . La tensión anterior en los cultivos y pastos, y otros factores que pueden afectar a la salud de las plantas, pueden capturarse en una fotografía casi infrarroja.

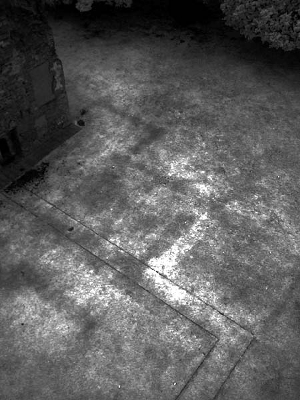
Fotografía aérea cercana a la estrella infrarroja en Rufford Abbey, Nottinghamshire, UK

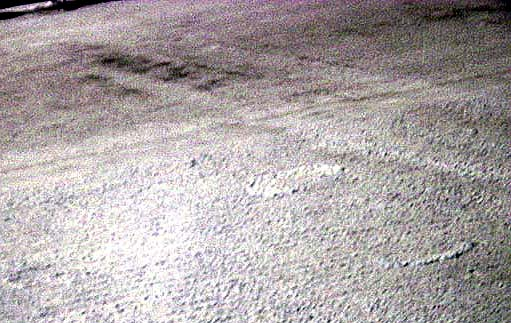
Vía romana - La Vía Julia, Bristol

Un enfoque alternativo es la imagen térmica, en la que la pérdida diferencial de agua (que depende de la disponibilidad de agua en las raíces) puede generar diferencias de temperatura que generan marcas térmicas potencialmente visibles en cualquier momento durante el crecimiento del cultivo. Las imágenes térmicas también pueden revelar residuos arqueológicos como consecuencia de la inercia térmica (efecto de calentamiento de almacenamiento) o la evaporación diferencial. La interacción de los procesos involucrados puede ser compleja y la predicción de un tiempo de imagen óptimo para un sitio determinado, más complicado por las condiciones ambientales, incluida la variación de la temperatura y la humedad relativa.

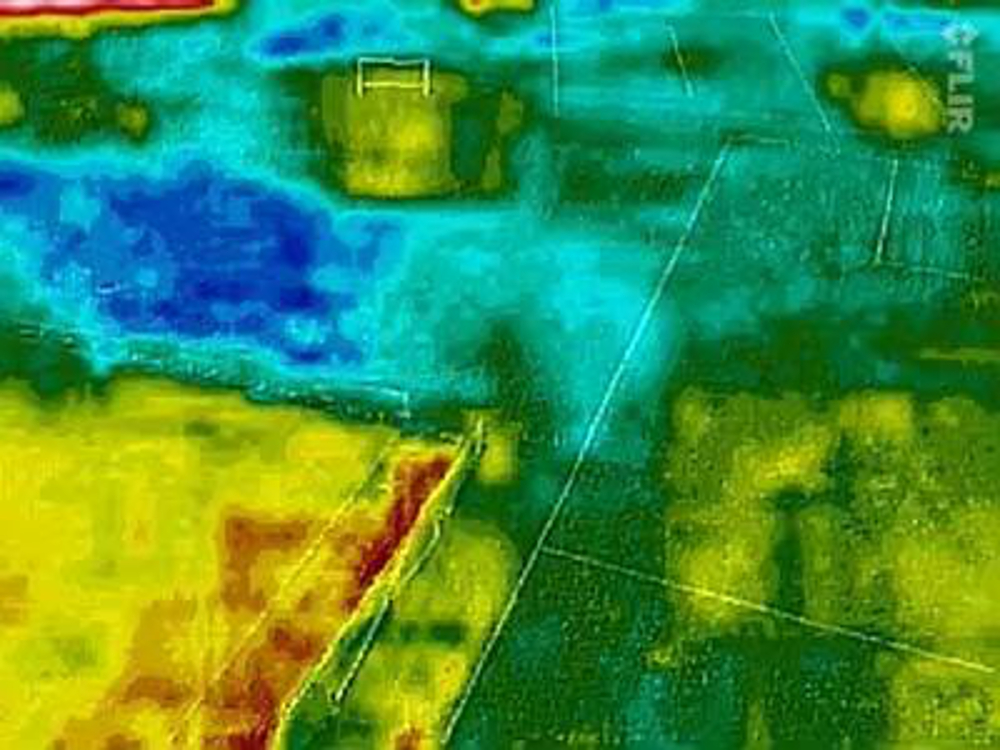
Fotografía térmica de Statford Court Playingfields, Stroud, Gloucestershire, UK